# Édgar Carvajal
Édgar Carvajal (Bello, Antioquia, Colombia; 29 de septiembre de 1969) es un exfutbolista y entrenador de fútbol colombiano. Actualmente es asistente técnico de la Selección de fútbol de El Salvador.

## Trayectoria como jugador
Debutó profesionalmente con el Cúcuta Deportivo en el año 1990 donde tan sólo disputaría 4 partidos, para el año 1991 pasa al Envigado FC donde se consagra campeón y se mantiene hasta la temporada 1996/97 disputando 370 partidos en los que anotaría 8 goles. Para 1997 pasa al Deportivo Pereira, a pedido por Pecoso Castro llegó al América de Cali.
Decide colgar los botines en el año 2002 luego de varias recaídas por una lesión de rodilla.

## En la dirección técnica
Se preparó como DT en Universidad Cooperativa de Colombia, paralelamente a su actividad como jugador.
Tras su retiro como jugador, el entrenador Víctor Luna le propone ser su asistente técnico, a lo cual él acepta en 2003 y se mantiene en el cargo hasta 2013 siempre en el Independiente Medellín.
Dirigió al Independiente Medellín de la Categoría Primera A en 2 oportunidades, una como entrenador interino donde dirigió 10 partidos en 2006 y otra en propiedad 2010-11.
Durante una década (2014-2024) fue el asistente técnico de Bolillo Gómez, pasando por los clubes Independiente Medellín, Junior de Barranquilla y Águilas Doradas y los combinados nacionales de Ecuador, Panamá y Honduras.
En el Torneo Finalización 2024 regresa a la dirección técnica en propiedad comandando al Jaguares de Córdoba, con "las fieras del sinu" tiene una campaña muy mala y termina descendiendo. El 25 de noviembre de 2024 fue destituido del cargo.

## Clubes

### Como jugador
| Club                              | Temporada           | Liga        | Liga        | Copas Internacionales | Copas Internacionales | Total | Total |
| Club                              | Temporada           | PJ.         | Goles       | PJ.                   | Goles                 | PJ.   | Goles |
| --------------------------------- | ------------------- | ----------- | ----------- | --------------------- | --------------------- | ----- | ----- |
| Cúcuta Deportivo · Colombia       | 1990                | 4           | 0           | Inexistentes          | Inexistentes          | 4     | 0     |
| Envigado FC · Colombia            | 1991-97             | 370         | 8           | Inexistentes          | Inexistentes          | 370   | 8     |
| Deportivo Pereira · Colombia      | 1997                | ?           | ?           | Inexistentes          | Inexistentes          | ?     | ?     |
| Independiente Medellín · Colombia | 1998-02             | 135         | 3           | Inexistentes          | Inexistentes          | 135   | 3     |
| América de Cali · Colombia        | 2000                | Inexequible | Inexequible | 7                     | 1                     | 7     | 1     |
| Total en su carrera               | Total en su carrera | 509         | 11          | 7                     | 1                     | 516   | 12    |

### Como Asistente
| Club                              | Año           | Asistente De      |
| --------------------------------- | ------------- | ----------------- |
| Independiente Medellín · Colombia | 2003 - 2013   | Víctor Luna       |
| Independiente Medellín · Colombia | 2003 - 2013   | 'Flaco' Rodríguez |
| Independiente Medellín · Colombia | 2003 - 2013   | Pedro Sarmiento   |
| Independiente Medellín · Colombia | 2003 - 2013   | Javier Álvarez    |
| Independiente Medellín · Colombia | 2003 - 2013   | Juan José Peláez  |
| Independiente Medellín · Colombia | 2003 - 2013   | 'Sachi' Escobar   |
| Independiente Medellín · Colombia | 2003 - 2013   | Leonel Álvarez    |
| Independiente Medellín · Colombia | 2003 - 2013   | 'Teacher' Berrio  |
| Independiente Medellín · Colombia | 2003 - 2013   | 'Bolillo' Gómez   |
| Selección Absoluta · Panamá       | 2014 - 2018   | 'Bolillo' Gómez   |
| Selección Absoluta · Ecuador      | 2018 - 2019   | 'Bolillo' Gómez   |
| Selección Absoluta Honduras       | 2021 - 2022   | 'Bolillo' Gómez   |
| Junior · Colombia                 | 2023          | 'Bolillo' Gómez   |
| Águilas Doradas · Colombia        | 2024          | 'Bolillo' Gómez   |
| UTC · Perú                        | 2025          | Mauro Reyes       |
| Selección absoluta · El Salvador  | 2025-presente | 'Bolillo' Gómez   |

### Como entrenador
| Equipo                            | Torneo            | Partidos  | Partidos | Partidos | Partidos |
| Equipo                            | Torneo            | Dirigidos | G        | E        | P        |
| --------------------------------- | ----------------- | --------- | -------- | -------- | -------- |
| Independiente Medellín · Colombia |                   |           |          |          |          |
| Liga 2006                         | 10                | 1         | 3        | 6        |          |
| Liga 2010                         | 18                | 5         | 9        | 4        |          |
| Copa Colombia 2010                | 3                 | 1         | 1        | 1        |          |
| Liga 2011                         | 10                | 2         | 3        | 5        |          |
| Copa Colombia 2011                | 4                 | 1         | 2        | 1        |          |
| Jaguares de Córdoba · Colombia    |                   |           |          |          |          |
| Liga 2024                         | 13                | 3         | 3        | 7        |          |
| Copa Colombia 2024                | 4                 | 1         | 1        | 2        |          |
| Consolidado Total                 | Consolidado Total | 62        | 14       | 22       | 26       |

## Palmarés
| N.º             | Título                | Club                   | País            | Año             |
| Como Futbolista | Como Futbolista       | Como Futbolista        | Como Futbolista | Como Futbolista |
| --------------- | --------------------- | ---------------------- | --------------- | --------------- |
| 1º              | Primera B             | Envigado F. C.         | Colombia        | 1991            |
| 2º              | Campeonato colombiano | América de Cali        | Colombia        | 2000            |
| 3º              | Torneo Finalización   | Independiente Medellín | Colombia        | 2002            |
| Como Asistente  |                       |                        |                 |                 |
| 4º              | Torneo Apertura       | Independiente Medellín | Colombia        | 2004            |
| 5º              | Torneo Finalización   | Independiente Medellín | Colombia        | 2009            |